# Аз-Зубайр Рахма Мансур

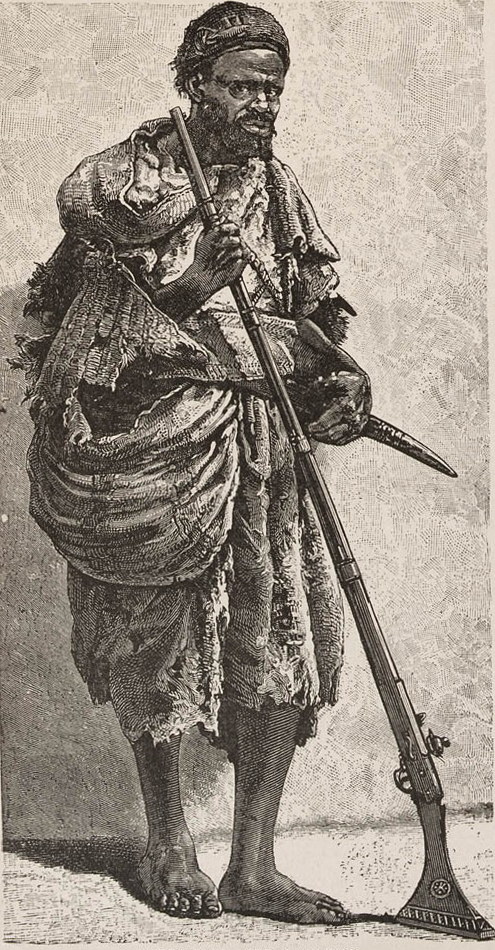
Портрет 1889 года.

Аз-Зубайр Рахма Мансур (араб. الزبير رحمة منصور‎) (также известен как Себер Рахма, Рахама Зубейр) — суданский араб-работорговец, живший в конце XIX века, позже ставший пашой и суданским чиновником.
Его репутация врага генерала Чарльза Гордона создала ему почти мистический статус в Англии, где он упоминается как «самый богатый и худший», «король работорговцев», который включал львов в свою свиту".

## Основная информация
Родился в 1830 году. Рахма происходил из рода Гемааб Джа-алин, арабского племени из северного Судана.
Он начал своё крупное предприятие в 1856 году, когда покинул Хартум с небольшой армией, создал сеть торговых фортов, известных как серибы, уделяя особое внимание торговле рабами и торговле слоновой костью.
В 1871 году, на пике его могущества, Рахму посетил Георг Швейнфурт, который описал двор работорговца как «немного меньше, чем княжеский». Два года спустя он был удостоен звания губернатора Бахр-эль-Газаля в ответ за ежегодную дань из слоновой кости.
В конце концов Рахма стал контролировать 30 сериб и получил титулы бея и паши, после того как вместе с своими лейтенантом Раби аз-Зубайром помог хедиву Исмаилу-паше во время вторжения в Дарфур, где он руководил южными силами. Он стал известен как «Чёрный паша» и в итоге мечтал стать генерал-губернатором.

## Противостояние с Гордоном
В 1877 году генерал Гордон прибыл в качестве вновь назначенного губернатора Судана и стремился подавить работорговлю. Рахма предъявил свои претензии в Каире, прося пост губернатора вновь завоёванного Дарфура, но его просьба была отклонена. Египетские власти также запретили его возвращаться в Судан, но позволили отправиться в Константинополь, где в то время начиналась Русско-турецкая война.
В том же году Гордон написал в Англию: «Я должен бороться с многочисленными группами давления, с фанатиками против отмены рабства … с большой полунезависимой провинцией, находящейся в последнее время под Себером, Чёрным Пашой, в Бахр Газеле».
22-летний сын Рахмы Сулейман вад Зубейр также боролся против генерала Гордона, укрываясь в крепости, называемой пещера Одоллам, расположенной за пределами Шака. Гордон недолгое время рассматривал возможность предложения Сулейману поста губернатора Дара в попытке занять его мирными переговорами. Вместо этого он выбрал Эль-Нура, одного из военачальников Сулеймана, в качестве шпиона: тот должен был давать ему отчёты о деятельности в рамках группы в обмен на будущее губернаторство. Благодаря этому он узнал, что Сулейман по-прежнему получал письма от Рахмы, чья переписка всегда включала загадочные фразы «Берегите Абдула Разуда».

## Арест в Египте
До своего отъезда в 1878 году в Каир, где он намеревался дать взятку другим пашам примерно в 100 000 фунтов стерлингов, чтобы они признали его суверенитет, Рахма собрал своих военачальников под деревом между Шака и Обейдом, где они договорились встретиться, если план не удастся, чтобы идти «к оружию! по дороге!». Он был задержан египетскими силами за попытку подкупа, и ему не разрешали вернуться в Судан. Он написал генералу Гордону, предлагая 25 000 фунтов стерлингов в год для хедива и восстановление порядка в Судане, если только ему будет разрешено вернуться. Гордон отказался, и Рахма направил послание своим военачальникам, что они должны «соблюдать приказы, данные под деревом», в результате которого Гордон столкнулся с восстанием по возвращении в Хартум.
Рахма был впоследствии приговорён к смертной казни за участие в восстании. Несмотря на это, однако, он был принят в большой милости при дворе хедива и развлекался в качестве гостя в Каире, без внимания к назначению наказания.
Намереваясь иметь дело с Сулейманом, в то время как его отец был всё ещё в тюрьме, генерал Гордон несколько раз собирался встретиться для мирных переговоров с молодым человеком, ныне возглавляющим силы своего отца. Делая вид, что считает себя его «отцом», он пытался убедить Сулеймана, что восстание было провокацией и что он теперь ставит перед ним ультиматум — либо Сулейман сдаётся, или Гордон атакует. Притворившись больным, Сулейман вернулся в убежище, чтобы обдумать предложение. В его войсках распространился слух, будто Гордон угостил членов отряда отравленным кофе. Вскоре он отправил Гордону письмо с обещанием о капитуляции в обмен на пост губернатора. Возмущённый Гордон ответил, что он лучше умрёт, чем передаст в руки повстанца власть, если тот приедет в Каир и даст клятву верности перед хедивом.
Разгневанный Сулейман собрал 6000 всадников и начал военные действия, но вскоре был побеждён силами Юсуфа-паши и Ромоло Гесси. Гесси совместно с Мухаммедом Тахой атаковали и уничтожили Дем Себер, известный форт работорговцев. В итоге Сулейман был схвачен и убит людьми Гесси.

## Судьба
18 февраля 1884 года Гордон предложил Рахме свободу и заключил в тюрьму всё руководство Судана в обмен на пресечение создания государства Мухаммада Ахмада, известного как Махди. Через месяц Гордон удивил Европу, заявив, что Рахма будет его преемником на посту губернатора Судана.
Реджинальд Уингейт, который знал лично Рахму, сообщил британскому обществу, что Рахма является «дальновидным, не лишённым воображения человеком железной воли, прирождённым правителем». В результате королева Виктория, Эвелин Бэринг, Уильям Гладстон и Нубар-паша Каира согласилась предоставить пост Рахме, но британское правительство отвергло идею, так как ему была не по вкусу его работорговая практика.
Тем не менее, Рахма был назначен командиром всех негров в колониальных войсках и командовал арабскими войсками совместно с Хусейном-пашой. В марте следующего года, однако, он был отстранён от командования и заключён в Гибралтар, когда выяснилось, что он мог заключить тайное соглашение с «лжепророком» Ахмедом.
В августе 1887 года ему было разрешено вернуться в Каир, и после повторного завоевания Судана в 1899 году вновь обосноваться в родной стране. Он поселился в Геили, около 45 километров к югу от Хартума. В старости он написал мемуары, которые были опубликованы на английском языке под названием «Чёрная кость, или История Зубейра-паши, работорговца и султана, рассказанная им самим».